# Power BI
Power BI ist ein Geschäftsanalyse-Dienst von Microsoft. Ziel ist es, interaktive Visualisierungen und Geschäftsanalyse-Funktionen mit einer Oberfläche bereitzustellen, die so einfach ist, dass Endbenutzer ihre eigenen Berichte und Dashboards erstellen können.

## Überblick
Power BI bietet Cloud-basierte BI-Dienste (Business Intelligence), die als „Power BI Services“ bekannt sind, zusammen mit einer Desktop-basierten Schnittstelle, die als „Power BI Desktop“ bezeichnet wird. Sie bietet Data-Warehouse-Funktionen wie Datenvorbereitung, Datenermittlung und interaktive Dashboards.
Im März 2016 veröffentlichte Microsoft einen zusätzlichen Service namens „Power BI Embedded“ auf seiner Azure-Cloud-Plattform. Ein Hauptunterscheidungsmerkmal des Produkts ist die Fähigkeit, benutzerdefinierte Visualisierungen zu laden.

## Geschichte
Diese Anwendung wurde ursprünglich von Thierry D’Hers und Amir Netz vom SQL-Server-Reporting-Services-Team bei Microsoft konzipiert. Project Crescent war ursprünglich am 11. Juli 2011 gebündelt mit dem SQL Server Codename Denali zum öffentlichen Download verfügbar. Später in Power BI umbenannt, wurde es dann von Microsoft im September 2013 als Power BI für Office 365 vorgestellt. Die erste Version von Power BI basierte auf den folgenden MS-Excel-basierten Add-Ins: Power Query, Power Pivot und Power View. Im Verlaufe der Zeit wurden weitere Funktionen hinzugefügt, wie Fragen und Antworten, Datenkonnektivität auf Unternehmensebene und Sicherheitsoptionen über Power BI Gateways. 2015 erwarb Microsoft das kanadische Unternehmen Datazen, welches ein Anbieter von mobilen Lösungen für die Datenvisualisierung war.
Die offizielle Freigabe von Microsoft Power BI erfolgte am 24. Juli 2015.

## Schlüsselkomponenten
Die Schlüsselkomponenten des Power BI-Systems umfassen:
Power BI DesktopDie Windows-Desktop-basierte Anwendung für PCs und Desktops, hauptsächlich zum Entwerfen und Veröffentlichen von Berichten für den Dienst.
Power BI ServiceDer auf SaaS (Software as a Service) basierende Online-Dienst (früher bekannt als Power BI für Office 365, jetzt als PowerBI.com (oder einfach Power BI) bezeichnet).
Power BI Mobile AppsDie Power BI Mobile-Apps für Android- und iOS-Geräte sowie für Windows-Telefone und Tablets.
Power BI GatewayGateways, die zum Synchronisieren externer Daten in und aus Power BI verwendet werden. Kann im Enterprise-Modus auch von Flows und PowerApps in Office 365 verwendet werden.
Power BI EmbeddedDie Power BI REST API kann verwendet werden, um Dashboards und Berichte in die benutzerdefinierten Anwendungen zu integrieren, die sowohl Power-BI-Anwendern als auch Nicht-Power-BI-Anwendern dienen.
Power BI Report ServerEine On-Premises Power BI Reporting-Lösung für Unternehmen, die keine Daten im Cloud-basierten Power BI-Service speichern wollen oder können.
Power BI Visuals MarketplaceEin Marktplatz für benutzerdefiniertes Bildmaterial und R-powered Visuals.